# Astroloba rubriflora
Astroloba rubriflora är en grästrädsväxtart som först beskrevs av Harriet Margaret Louisa Bolus, och fick sitt nu gällande namn av G.F.Sm. och John Charles Manning. Astroloba rubriflora ingår i släktet Astroloba och familjen grästrädsväxter. Inga underarter finns listade i Catalogue of Life.